# Dot Cotton
Dorothy "Dot" Branning (apellido de soltera: Colwell, previamente: Cotton), es un personaje ficticio de la serie de televisión británica EastEnders, interpretada por la actriz June Brown desde el 4 de julio de 1985 hasta 1993 y de 1997 hasta ahora. El 18 de mayo del 2012 June se tomó un descanso de seis meses para escribir sus memorias.

## Antecedentes
Dot nació en Walford sin embargo durante la Segunda Guerra Mundial fue evacuada al País de Gales y se hizo muy cercana a sus guardianes Gwen y Willquienes deseaban adoptarla. Dot volvió a Walford después de la muerte de Will y pasó el resto de su infancia ayudando a su madre a cuidar a sus hermanos Gerry, Tim y Rose.
Más tarde a los 20 años se casó con Charlie Cotton y un año después Dot se enterío que estaba embarazada sin embargo Charlie la obligó a realizarse un aborto amenazándola con que se iría y la abandonaría si no lo hacía. Poco después Dot quedó embarazada de Nick y mientras estaba dando a luz Charlie estaba teniendo una aventura con su hermana, Rose en Liverpool.